# Хамовнический Вал
У́лица Хамо́внический Вал — улица в центре Москвы в районе Хамовники Центрального административного округа между Фрунзенской и Новодевичьей набережными.

## Происхождение названия
До 1922 года являлась частью бывшего Камер-Коллежского Вала и называлась Хамовническим Камер-Коллежским Валом по принадлежности к району Хамовники. 7 июня 1922 года переименована в улицу Хамовнический Вал, а в 1925 году — во Фрунзенский Вал в честь Михаила Васильевича Фрунзе, русского революционера и военачальника, а также в связи с её связью с Фрунзенской набережной. В 1986 году улице возвращено название Хамовнический Вал. По другой версии прежнее название — Хамовнический проезд (до 1917 г.).

## Описание
Располагается параллельно Третьему транспортному кольцу и Малому кольцу Московской железной дороги, почти вплотную примыкает к железной дороге с северо-востока.

## Учреждения и организации
В доме 1 располагается Юго-Западная транспортная прокуратура Московской области, здание вплотную примыкает к железной дороге, в нём раньше была железнодорожная станция. Дом 34 — гостиница «Юность», дом 36 — станция метро «Спортивная» и Музей Московского Метрополитена.
Учреждения и организации указаны на сайте mom.mtu-net.ru (по состоянию на январь 2007 года).

## Примечательные здания и сооружения
- № 2, 4 — жилой дом (1950-е, архитектор А. Г. Мордвинов)[4]
- № 8, 10 — жилые дома (1950-е, архитектор Е. П. Вулых)[4]
- № 16 — восьмиэтажный крупноблочный дом серии II-04. Типовой проект разработан Специальным архитектурно-конструкторским бюро (САКБ), привязку к месту осуществляли архитекторы Е. П. Вулых, В. Н. Фурсов, инженеры М. Е. Лукацевич, В. Л. Карапетьян[4]
- № 18 — жилой дом. Здесь жил актёр Константин Сорокин[5].
- № 34 — гостиница «Юность» (1959—1961, архитекторы Ю. Арндт, Т. Баушева, В. Буровин)[6].
- № 38 — жилой дом. Здесь с 1960-х годов до конца жизни жил поэт, переводчик, писатель и искусствовед Сергей Шервинский[7].

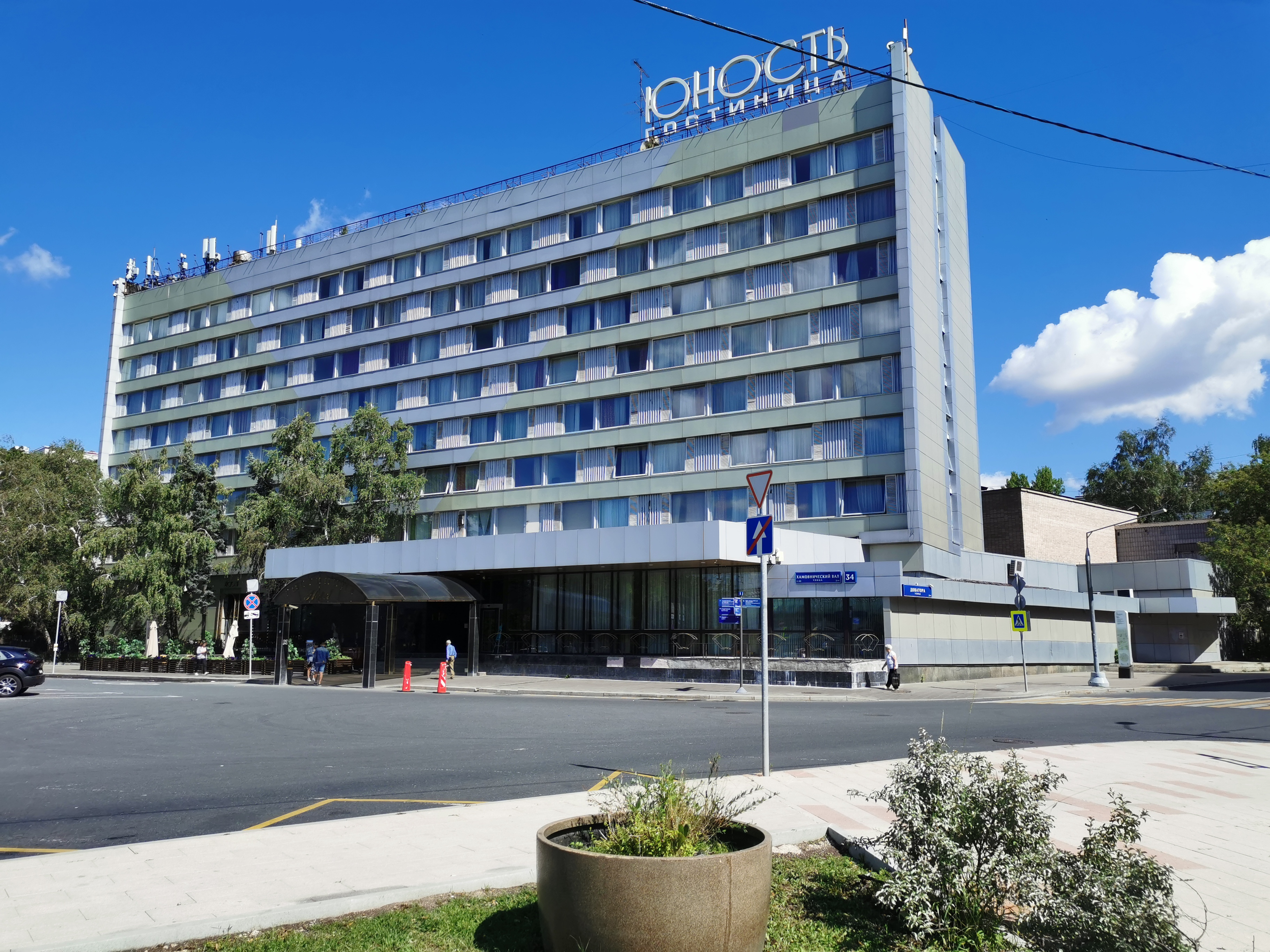
Гостиница «Юность»
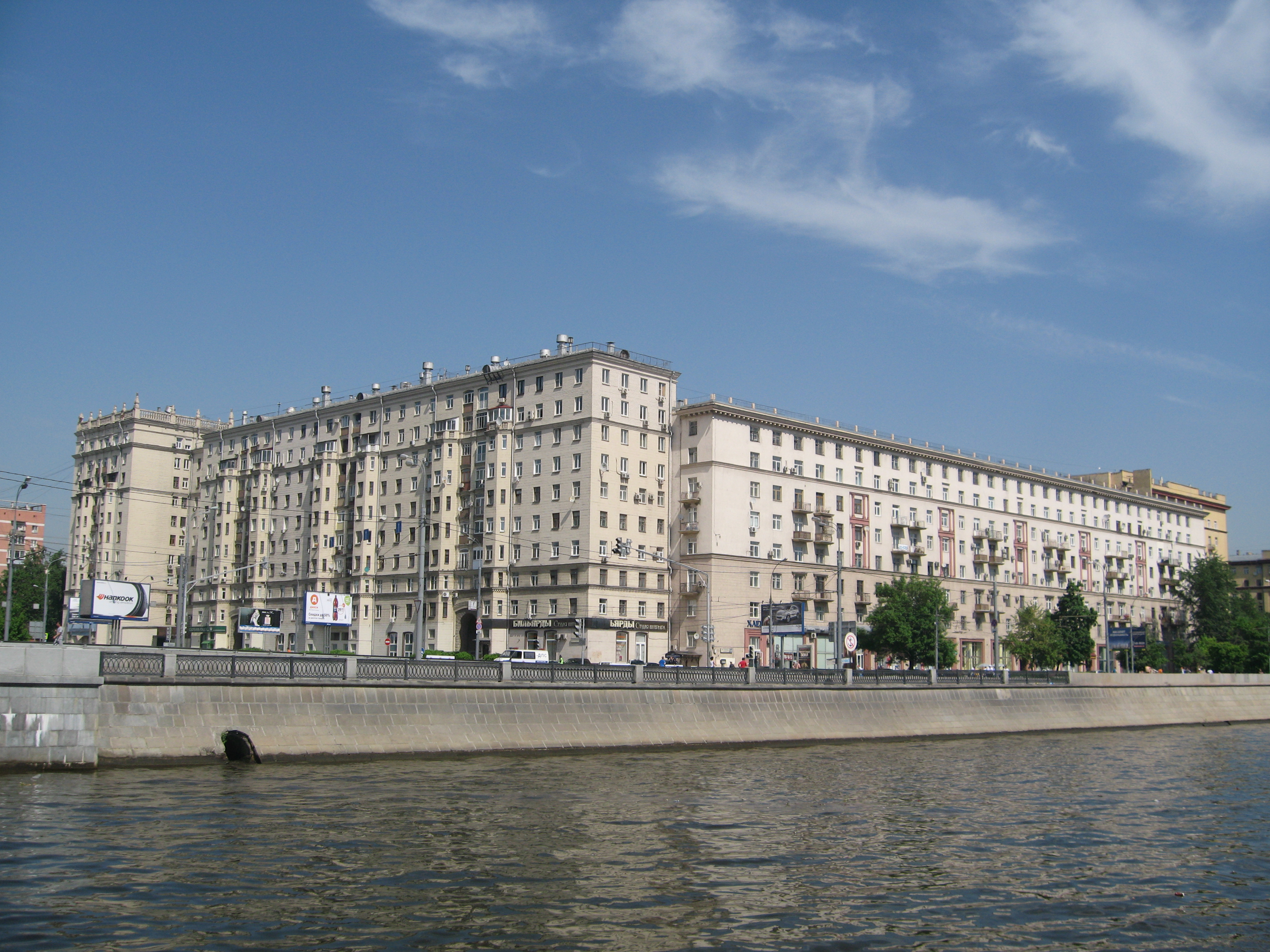
Дом № 2 (слева)

## Транспорт
Станция метро  Спортивная и МЦК  Лужники.
По улице Хамовнический Вал следуют автобусные маршруты:
м5, м6, с216, 220, с249, с263, с755